# Adam Daniel Rotfeld

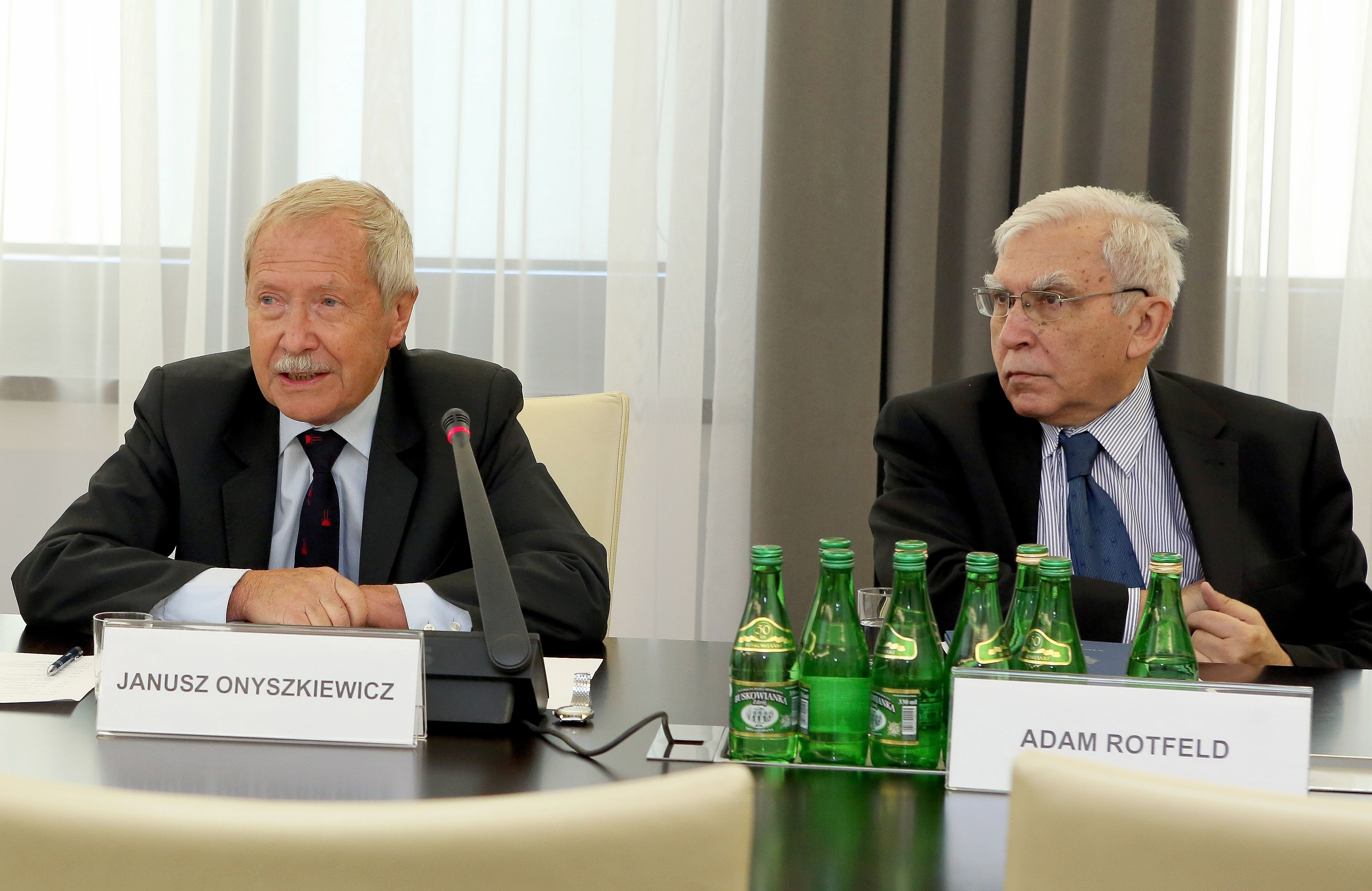
Adam Rotfeld z Januszem Onyszkiewiczem podczas konferencji 15 lat Polski w NATO w Senacie (2014)

Adam Daniel Rotfeld (ur. 4 marca 1938 w Przemyślanach) – polski dyplomata i polityk, badacz stosunków międzynarodowych, profesor nauk humanistycznych. W latach 1991–2002 dyrektor SIPRI, w latach 2001–2005 wiceminister spraw zagranicznych, w 2005 minister spraw zagranicznych.

## Życiorys

### Dzieciństwo
Adam Daniel Rotfeld urodził się w Przemyślanach (miejscowości leżącej wówczas w Polsce w województwie tarnopolskim) w rodzinie żydowskiej jako syn adwokata Leona Rothfelda i jego żony Berty. W trakcie II wojny światowej w 1941 z inicjatywy rodziców został oddany pod opiekę Klemensa Szeptyckiego, archimandryty klasztoru w Uniowie prowadzonego przez greckokatolickich duchownych z zakonu studytów. W klasztorze funkcjonował wówczas sierociniec, w którym wśród dzieci polskich i ukraińskich ukrywano również (w związku z decyzją greckokatolickiego metropolity Andrzeja Szeptyckiego oraz z inicjatywy archimandryty i zakonników) dzieci żydowskie. Po roku pobytu Adam Daniel Rotfeld został ochrzczony, otrzymał wówczas nowe nazwisko (Czerwiński). Jego rodzice zostali zamordowani przez Niemców, wojnę przeżyła natomiast jego siostra. Był także posiadaczem fałszywego paszportu Paragwaju wystawionego przez grupę Aleksandra Ładosia, co pomogło mu przeżyć wojnę.
W 1946, po rozwiązaniu klasztoru i delegalizacji przez władze radzieckie kościoła greckokatolickiego w ZSRR, został przeniesiony do sierocińca w Złoczowie. W 1951, dzięki staraniom ambasady polskiej w Moskwie, został repatriowany do Polski, przebywał w Domu Dziecka nr 2 w Krakowie.

### Wykształcenie
W 1955 ukończył V Liceum Ogólnokształcące im. Augusta Witkowskiego w Krakowie. W latach 1955–1960 studiował na Wydziale Dyplomatyczno-Konsularnym Szkoły Głównej Służby Zagranicznej w Warszawie, gdzie uzyskał magisterium z zakresu międzynarodowego prawa publicznego na podstawie pracy o nieważności układu monachijskiego z 1938. Następnie studiował w studium dziennikarskim Uniwersytetu Warszawskiego (1960–1962). W 1969 uzyskał stopień doktora nauk prawnych na Wydziale Prawa Uniwersytetu Jagiellońskiego na podstawie napisanej pod kierunkiem Stanisława Nahlika dysertacji o prawie narodów do samostanowienia w systemie współczesnego prawa międzynarodowego. W 1990 został doktorem habilitowanym nauk humanistycznych w oparciu o monografię zatytułowaną Europejski system bezpieczeństwa in statu nascendi. W 2001 otrzymał tytuł naukowy profesora nauk humanistycznych.

### Działalność zawodowa i publiczna
Należał do Związku Młodzieży Polskiej, z którego został usunięty w 1954 za opowiadanie politycznych żartów. W latach 1962–1964 był przewodniczącym Studenckiego Stowarzyszenia Przyjaciół Organizacji Narodów Zjednoczonych. Od 1965 należał do Polskiej Zjednoczonej Partii Robotniczej. Od 1966 członek prezydium Ogólnopolskiego Komitetu Pokoju.
W latach 1961–1989 pracował w Polskim Instytucie Spraw Międzynarodowych w Warszawie, gdzie początkowo zajmował stanowisko redaktora (1961–1962), a następnie sekretarza redakcji miesięcznika „Sprawy Międzynarodowe” (1962–1968) i od 1964 jednocześnie zastępcy redaktora naczelnego Redakcji Wydawnictw PISM. W 1969 został mianowany adiunktem w Zakładzie Bezpieczeństwa Europejskiego PISM. W 1978 objął stanowisko kierownika w Zakładzie Bezpieczeństwa Europejskiego PISM. W latach 1974–1975 brał udział w pracach drugiej fazy Konferencji Bezpieczeństwa i Współpracy w Europie jako członek polskiej delegacji w Genewie oraz w Spotkaniach KBWE w Belgradzie, Madrycie oraz Wiedniu. Na podstawie dokumentów z katalogu Instytutu Pamięci Narodowej zarzucano mu później, że w latach 70. i 80. był tajnym współpracownikiem Służby Bezpieczeństwa pod „Rauf”, „Rad”, „Ralf” i „Serb”, czemu on sam zaprzeczał.
W 1989 został kierownikiem projektu badawczego w Sztokholmskim Międzynarodowym Instytucie Badań nad Pokojem (SIPRI). W latach 1991–2002 pełnił funkcję dyrektora tej instytucji. W latach 1992–1993 był osobistym przedstawicielem przewodniczącego KBWE ds. politycznego rozwiązania konfliktu w Naddniestrzu. Wynikiem jego pracy było przyjęcie końcowego raportu dającego podstawy do pokojowego rozstrzygnięcia konfliktu. W 2000 został mianowany przez prezydenta Aleksandra Kwaśniewskiego członkiem Rady Bezpieczeństwa Narodowego.
15 listopada 2001 objął stanowisko podsekretarza stanu w Ministerstwie Spraw Zagranicznych w rządzie Leszka Millera, od 30 czerwca 2003 pełnił funkcję sekretarza stanu w tym resorcie. 5 stycznia 2005, po objęciu urzędu marszałka Sejmu przez Włodzimierza Cimoszewicza, Adam Rotfeld został powołany na stanowisko ministra spraw zagranicznych. Sprawował tę funkcję do 31 października 2005.
W 2006 został przez sekretarza generalnego ONZ powołany na członka, a w 2008 na przewodniczącego Kolegium Doradczego Sekretarza Generalnego ONZ do spraw Rozbrojenia. W styczniu 2008 mianowano go współprzewodniczącym Polsko-Rosyjskiej Grupy do Spraw Trudnych. W sierpniu 2009 sekretarz generalny NATO mianował go członkiem Grupy Ekspertów NATO do przygotowania nowej koncepcji strategicznej paktu (tzw. Grupa Mędrców).
W październiku 2015 prezydent RP Andrzej Duda powołał go w skład Narodowej Rady Rozwoju. W lutym 2019 został jednym z sygnatariuszy deklaracji o powołaniu Koalicji Europejskiej przed majowymi wyborami do Parlamentu Europejskiego. We wrześniu tego samego roku był jednym ze współtwórców i sygnatariuszy listu Wspólnie dla Senatu.

### Działalność społeczna i naukowa
W latach 1962–1964 pełnił funkcję przewodniczącego Studenckiego Stowarzyszenia Przyjaciół ONZ w Polsce. W 1962 został członkiem Polskiej Grupy Stowarzyszenia Prawa Międzynarodowego (ILA), a w 1992 – Międzynarodowego Instytutu Studiów Strategicznych (IISS) w Londynie. W okresie 1995–2006 był członkiem rady naukowej Instytutu Badań nad Pokojem i Polityką Bezpieczeństwa przy Uniwersytecie Hamburskim. W 1996 został członkiem Szwedzkiej Królewskiej Akademii Wiedzy Wojskowej, w 2001 członkiem Rady Międzynarodowego Centrum Demokratycznej Kontroli nad Siłami Zbrojnymi (DCAF), a w 2003 Genewskiego Centrum Polityki Bezpieczeństwa (GCSP). W 2009 wszedł w skład Międzynarodowej Komisji, przygotowującej Euro-Atlantycką Inicjatywę Bezpieczeństwa (EASI). Został także członkiem Europejskiej Rady Spraw Zagranicznych (ECFR). Wszedł również w skład rad naukowych Instytutu Studiów Politycznych Polskiej Akademii Nauk, Instytutu Spraw Publicznych, Ośrodka Studiów Wschodnich. Został współzałożycielem i członkiem władz kilku fundacji, m.in. Centrum im. prof. Bronisława Geremka oraz Fundacji im. Ryszarda Kapuścińskiego – Herodot. Zasiadł również w radzie Fundacji Aleksandra Kwaśniewskiego „Amicus Europae” jako jej wiceprzewodniczący.
W latach 2006–2008 był wykładowcą Collegium Civitas w Warszawie. Prowadzi wykłady w Kolegium Europejskim (College of Europe) w Natolinie oraz w Akademii Dyplomatycznej i Studium Polityki Zagranicznej. W 2011 został profesorem w Instytucie Badań Interdyscyplinarnych „Artes Liberales” Uniwersytetu Warszawskiego. W tym samym roku został również członkiem Komitetu Nauk Politycznych Polskiej Akademii Nauk, a w 2012 członkiem Rosyjskiej Akademii Nauk. W 2013 powołany w skład Rady Muzeum przy Muzeum Historii Żydów Polskich Polin w Warszawie. Został również członkiem Komitetu Wspierania tego muzeum.
Jest inicjatorem Warszawskiej Grupy Refleksyjnej i redaktorem naukowym wydawanej pod jej auspicjami serii raportów: m.in. New Political Act for the United Nations (2004), Towards Complementarity of European Security Institutions (2005), Arms Control Revisited: Non-Proliferation and Denuclearization (2009). Pod jego redakcją naukową ukazały się zbiory pt. Dokąd zmierza świat? (Wyd. PISM, Warszawa 2008) oraz Białe plamy. Czarne plamy. Sprawy trudne w relacjach polsko-rosyjskich 1918–2008 (red. naukowa wspólnie z Anatolijem Torkunowem, Wyd. PISM, Warszawa 2010). Jest autorem ponad 400 publikacji naukowych w tym ponad 10 książek, a także współautorem blisko 20 monografii, około 50 rozdziałów w pracach zbiorowych oraz ponad 350 artykułów. Trzy z jego monografii uzyskały nagrody prezesa Polskiej Akademii Nauk, Polskiego Instytutu Spraw Międzynarodowych i ministra spraw zagranicznych.

## Życie prywatne
W 1970 zawarł związek małżeński z Barbarą Sikorską (zm. 2006), z którą miał córkę Alicję. Opanował języki: rosyjski, niemiecki, ukraiński oraz angielski.

## Odznaczenia i wyróżnienia
- Krzyż Wielki Orderu Odrodzenia Polski (2010)[20]
- Krzyż Komandorski z Gwiazdą Orderu Odrodzenia Polski (2005)[21]
- Krzyż Kawalerski Orderu Odrodzenia Polski[22]
- Złoty Krzyż Zasługi (1975)[8][22]
- Brązowy Medal „Za zasługi dla obronności kraju” (1978)[8]
- World Peace Council Medal (1976)[8]
- Odznaka Honorowa „Bene Merito” (2009)[23]
- Oficer Legii Honorowej (Francja, 2011)
- Krzyż Komandorski Orderu Zasługi Republiki Federalnej Niemiec (2005)
- Order Przyjaźni (Rosja, 2011)[24]
- Komandor Orderu Trzech Gwiazd (Łotwa, 2010)[25]
- Komandor Orderu Gwiazdy Polarnej (Szwecja, 2001)
- Srebrny Medal Królewskiej Akademii Wiedzy Wojskowej (Szwecja, 2001)
- Nagroda Pojednania, przyznana przez Kapitułę Pojednania Polsko-Ukraińskiego (2007)
- Honory obywatel Przemyślan (2004)
- Doktor honoris causa Akademii Obrony Narodowej (2013)[26]
- Doktor honoris causa Uniwersytetu Marii Curie-Skłodowskiej w Lublinie (2014)[27]

## Monografie i publikacje w pracach zbiorowych
- Europa między konfrontacją a współpracą. Spotkanie Madryckie KBWE: doświadczenia i perspektywy (red.), Polski Instytut Spraw Międzynarodowych, Warszawa 1986.
- Międzynarodowe czynniki bezpieczeństwa Polski (red.), Państwowe Wydawnictwo Naukowe, Warszawa 1986.
- Europejski system bezpieczeństwa in statu nascendi, Polski Instytut Spraw Międzynarodowych, Warszawa 1990.
- Od zaufania do rozbrojenia (red.), Państwowe Wydawnictwo Naukowe, Warszawa 1986 (wydane również w języku angielskim pt. From Confidence to Disarmament).
- Germany and Europe in Transition (współred. Walther Stützle), Oxford University Press, Oksford 1991.
- A Future Security Agenda for Europe. Report of the Independent Working Group Established by the Stockholm International Peace Research Institute (współred. Daniel Tarschys), Sztokholm, 1996.
- Peace, Security and Conflict Prevention. SIPRI-UNESCO Handbook (współred. Janusz Symonides), Oxford Universitfy Press, Oksford 1998.
- A Future Arms Control Agenda (współred. Ian Anthony), Oxford University Press, Oksford 1999.
- Global and European Security in Transition, SIPRI, Sztokholm 1999.
- The New Security Dimensions. Europe after the NATO and EU Enlargements. Report of the Frösunda Conference, SIPRI, Sztokholm, 2001.
- Kontrola zbrojeń. Rozbrojenie u progu XXI wieku (red.), Polski Instytut Spraw Międzynarodowych, Warszawa 2002.
- New Political Act for the United Nations for the 21st Century. Proposals and Concepts (red.), Diplomatic Academy of the Ministry of Foreign Affairs, Warszawa 2004.
- Transatlantic Security: New Realities, Changing Institutions. Report of the Warsaw Reflection Group, April 5–6, 2004 (red.), Diplomatic Academy of the Ministry of Foreign Affairs, Warszawa 2004.
- Towards Complementarity of European Security Institutions. Achieving Complementarity between NATO, EU, OSCE and the Council of Europe. Report of the Warsaw Reflection Group, January 31 – February 1, 2005 (red.), Diplomatic Academy of the Ministry of Foreign Affairs, Warszawa 2005.
- Polska w niepewnym świecie, Polski Instytut Spraw Międzynarodowych, Warszawa 2006.
- Dokąd zmierza świat? (red.), Polski Instytut Spraw Międzynarodowych, Warszawa 2008.
- Arms Control Revisited: Non-Proliferation and Denuclearization. Report of the Warsaw Reflection Group, Polski Instytut Spraw Międzynarodowych, Warszawa 2008.
- Białe Plamy – Czarne Plamy: sprawy trudne w relacjach polsko-rosyjskich (1918–2008) (wstęp i red.), Polski Instytut Spraw Międzynarodowych, Warszawa 2010.
- NATO 2020. Zapewnione bezpieczeństwo – Dynamiczne zaangażowanie („Raport Albright”) (wstęp i red.), Polski Instytut Spraw Międzynarodowych, Warszawa 2010.